# Isaac P. Gray
Isaac Pusey Gray, född 18 oktober 1828 i Chester County, Pennsylvania, död 14 februari 1895 i Mexico City, var en amerikansk politiker och diplomat. Han var Indianas viceguvernör 1877–1880 samt guvernör 1880–1881 och 1885–1889.
Gray föddes i en fattig kväkarfamilj i Pennsylvania och flyttade till Indiana i 27-årsåldern. I amerikanska inbördeskriget tjänstgjorde han som överste i nordstatsarmén. I sin ungdom var Gray whig, sedan republikan, därefter liberalrepublikan och till sist demokrat. Efter det sista partibytet till demokraterna valdes han till viceguvernör, vilket ämbete han tillträdde år 1877.
Guvernör James D. Williams avled 1880 i ämbetet och efterträddes av Gray som satt som guvernör fram till slutet av Williams mandatperiod år 1881. År 1885 tillträdde Gray på nytt som guvernör och innehade ämbetet fram till år 1889. År 1893 tillträdde han som chef för USA:s diplomatiska beskickning i Mexiko, ett ämbete som han innehade fram till sin död.